# Maladies du haricot commun
Cet article est une liste des maladies du haricot commun (Phaseolus vulgaris).

## Maladies bactériennes
| Maladies bactériennes                 | Maladies bactériennes                                |
| ------------------------------------- | ---------------------------------------------------- |
| Dépérissement bactérien à Pseudomonas | Pseudomonas syringae pv. syringae                    |
| Flétrissure bactérienne               | Corynebacterium flaccumfaciens subsp. flaccumfaciens |
| Brûlure bactérienne                   | Xanthomonas axonopodis pv. phaseoli                  |
| Graisse du haricot                    | Pseudomonas syringae pv. phaseolicola                |
| Graisse à halo                        | Pseudomonas savastanoi pv. phaseolicola              |
| Feu sauvage                           | Pseudomonas syringae pv. tabaci                      |

## Maladies cryptogamiques
| Maladies cryptogamiques                                          | Maladies cryptogamiques             |
| ---------------------------------------------------------------- | ----------------------------------- |
| Pourriture blanche                                               | Sclerotinia sclerotiorum            |
| Rhizoctone brun de la pomme de terre                             | Rhizoctonia solani                  |
| Maladie du pied du haricot                                       | Fusarium solani f.sp. phaseoli      |
| Pourriture charbonneuse sèche                                    | Macrophomina phaseolina             |
| Pourriture du col                                                | Sclerotium rolfsii                  |
| Rhizoctone brun                                                  | Thanatephorus cucumeris             |
| Anthracnose du haricot                                           | Colletotrichum lindemuthianum       |
| Taches anguleuses des feuilles                                   | Phaeoisariopsis griseola            |
| Rouille commune du haricot                                       | Uromyces appendiculatus             |
| Anthracnose du soja                                              | Colletotrichum dematium f. truncata |
| Oïdium américain du haricot (touche aussi la betterave cultivée) | Erysiphe polygoni                   |

## Nématodesparasites
| Nématodes parasites  | Nématodes parasites     |
| -------------------- | ----------------------- |
| Nématode des lésions | Pratylenchus brachyurus |
| Nématode à galles    | Meloidogyne incognita   |
| Nématode à galles    | Meloidogyne javanica    |

## Maladies virales
| Maladies virales            | Maladies virales                                   |
| --------------------------- | -------------------------------------------------- |
| Mosaïque commune du haricot | Genre Potyvirus, Bean common mosaic virus (BCMV)   |
| Mosaïque jaune du haricot   | Genre Potyvirus, Bean yellow mosaic virus (BYMV)   |
| Mosaïque dorée du haricot   | Genre Begomovirus, Bean golden mosaic virus (BGMV) |